# Calycadenia
Calycadenia é um género botânico pertencente à família Asteraceae.

## Espécies
- Calycadenia fremontii
- Calycadenia hooveri
- Calycadenia mollis
- Calycadenia multiglandulosa
- Calycadenia oppositifolia
- Calycadenia pauciflora
- Calycadenia spicata
- Calycadenia truncata
- Calycadenia villosa